# Jelena Bodrazic
Jelena Bodrazic (ur. 1971 w Bačkiej Palance) – serbska śpiewaczka operowa i koncertowa.
Początkowo była zawodową koszykarką, kiedy w 1988 dyrygent chóru Gusle w Kikindze, Radivoje Terzin, odkrył ją i została członkiem chóru w grupie sopranów. W 1990 zaczęła naukę śpiewu jako mezzosopran w klasie profesor Prizenki Petrovic w Szkole Muzycznej im. Izydora Bajica w Nowym Sadzie i otrzymała stypendium od Melanie Bugarinovic. Szkołę ukończyła po trzech latach nauki. Następnie rozpoczęła studia w Akademii Sztuki w Belgradzie, gdzie trafiła do klasy profesor Radmiły Smiljanic, a po roku nauki przeniosła się do klasy profesor Biserki Cvejic do Nowego Sadu.
W roku 1992 otrzymała pierwszą stałą posadę w Serbskim Teatrze Narodowym w Nowym Sadzie, gdzie debiutowała jako Hrabia Orlovski w operetce Zemsta nietoperza J. Straussa. Tego samego roku wygrała Międzynarodowy Konkurs Josifa Marinkovica w Nowym Beceju. Skutkiem były angaże w Teatrze Narodowym w Belgradzie i w Mediolańskiej Operze Kameralnej Madlenianum, gdzie na otwarciu opery śpiewała partię Fidalmy w Potajemnym Małżeństwie Domenica Cimarosy. W tym samym roku została finalistką konkursu głosów kobiecych im. Marii Canigli we włoskiej Sulmonie. Zwróciła na siebie uwagę rolą Lukrecji w Gwałcie na Lukrecji B. Brittena i w roku 2000 wyjechała do Niemiec kontynuować swoją międzynarodową karierę. Otrzymała tutaj Stypendium Wagnerowskie miasta Wiesbaden oraz Stypendium Ernesta Kalka od miasta Mainz. Tutaj doskonaliła swoje umiejętności pod okiem Claudii Eder i Gertie Charlent. Wzięła aktywny udział w kursach mistrzowskich z Mady Mesplé we Francji oraz Claudią Eder w Niemczech. Od roku 2008 jej mentorem został Josef Loibl.
Artystka śpiewała na scenach wiedeńskiej Volksoper, Nicei, Modeny, Piacenzy, Wiesbaden, Mainzu, Bemu i Berlina. Wzięła udział w wielu festiwalach operowych, jak Earl, Schwetzingen, Schwerin. W jej repertuarze znajdziemy ponad 30 partii operowych w pięciu językach. Najbardziej znane to Azucena z Trubadura G. Verdiego, Ulrica z Balu Maskowego G. Verdiego, Erda z opery Złoto Renu R. Wagnera czy Hrabiny Gewic z Lulu A. Berga.
Na scenie koncertowej wykonuje utwory starych mistrzów, jak Bach, Haendel, Schubert, Schumann, Rachmaninow, Czajkowski, Mahler, Wagner, Debussy aż po dzieła Poulenca. Od 2011 śpiewa też utwory takich kompozytorów, jak Morley czy Dowland na głos z lutnią lub gitarą. Wśród partii oratoryjnych znajdziemy Requiem Verdiego, Requiem Dvořáka, Mszę h-moll Bacha itd.
Współpracowała z takimi dyrygentami, jak profesor Gustav Kuhn, Michael Guettler, Mladen Jagust, Ralf Reuter, Leopold Hager, Niksa Bareza oraz reżyserami: Borą Popovicem, Johannesem Felsensteinem, Richardem Perrittem, Manfredem Schweigkoflerem, Johnem Due. Obecnie mieszka w Niemczech.